# Evarist Czaykowszki
Lovag Evarist János Czaykowszki (Czaykowszky Evariszt; Pozsony, 1858. április 4. - 1934. január 27.) pápai kamarás, szentszéki ülnök, pozsony-újvárosi plébános, pozsonyi kanonok.

## Élete
Szülei lovag Czaykovski Evarist a 42. gyalogezred katonája és Cherebo Terézia (?-1917) voltak. Rokona volt kishindi Vincze Károly kanonok.
Pozsonyban végezte tanulmányait, később Bécsben előbb jogot, majd apja öngyilkossága után a Pázmáneumon teológiát tanult. 1882-ben Bécsben szentelték pappá. Segédlelkész volt Esztergom-belvárosban, a pozsonyi Szent Márton-dómban, Selmecbányán és Komáromban. 1887-től adminisztrátor, majd 1888-tól plébános volt Vígváron, 1897-től Máriavölgyben, majd 1901-től Pozsony-Újvárosban. 1907-ben egy új Szűz Mária-oltárt építettek. 1911-ben a templom tornya jelentősen elhajlott, ami költséges felújítást eredményezett. 1913-ban a harmadik templom építésének 25. évfordulóját ünnepelték. 1917-1920 között hadioltárt állíttatott a templomban. A csehszlovák államfordulatot követően lemondott és Máriavölgybe tért vissza. 1927-től a Szent Márton dóm kanonokja lett. 1928-ban ő temette Sendlein János (1847-1928) pozsonyi tűzoltóparancsnokot.
A pozsonyi Márton-temetőben családi kriptában nyugszik.
A Szent Vince-jótékonysági egylet titkára, a siketnéma segélyegylet választmányi tagja, a fiatalkorúak pozsonyi felügyelő hatóságának tagja volt. Előadott az eucharisztikus kongresszuson.